# Sovjet Top Liga 1937
In 1937 werd de derde editie van de Sovjet Top Liga gespeeld voor voetbalclubs uit Sovjet-Unie, in deze tijd heette de competitie nog Groep A. De competitie werd gespeeld van 23 juli tot 24 oktober. Dinamo Moskou werd kampioen.

## Eindstand
| Plaats | Club                     | Wed. | W | G | V  | Saldo | Ptn. |
| ------ | ------------------------ | ---- | - | - | -- | ----- | ---- |
| 1.     | Dinamo Moskou            | 16   | 8 | 6 | 2  | 37:20 | 38   |
| 2.     | Spartak Moskou           | 16   | 8 | 5 | 3  | 24:16 | 37   |
| 3.     | Dinamo Kiev              | 16   | 7 | 6 | 3  | 33:24 | 36   |
| 4.     | Dinamo Tbilisi           | 16   | 7 | 4 | 5  | 30:24 | 34   |
| 5.     | Metalloerg Moskou        | 16   | 7 | 2 | 7  | 26:21 | 32   |
| 6.     | Lokomotiv Moskou         | 16   | 5 | 5 | 6  | 18:20 | 31   |
| 7.     | Dinamo Leningrad         | 16   | 2 | 9 | 5  | 21:25 | 29   |
| 8.     | Krasnaja Zarja Leningrad | 16   | 4 | 4 | 8  | 17:31 | 28   |
| 9.     | CDKA Moskou              | 16   | 3 | 1 | 12 | 18:43 | 23   |

|  | Kampioen |

De toenmalige namen worden weergegeven, voor clubs uit nu onafhankelijke deelrepublieken wordt de Russische schrijfwijze weergegeven zoals destijds gebruikelijk was, de vlaggen van de huidige onafhankelijke staten geven aan uit welke republiek de clubs afkomstig zijn. 

#### Topschutters
| Speler               | Speler               | Goals | Club           |
| -------------------- | -------------------- | ----- | -------------- |
| Vlag van Sovjet-Unie | Boris Paitsjadze     | 8     | Dinamo Tbilisi |
| Vlag van Sovjet-Unie | Leonid Roemjantsev   | 8     | Spartak Moskou |
| Vlag van Sovjet-Unie | Vasili Smirnov       | 8     | Dinamo Moskou  |
| Vlag van Sovjet-Unie | Pavel Komarov        | 7     | Dinamo Kiev    |
| Vlag van Sovjet-Unie | Michail Semitsjastni | 7     | Dinamo Moskou  |

### Kampioen
| Groep A 1937                      |
| Sovjet Unie                       |
| --------------------------------- |
| DINAMO MOSKOU Kampioen (2° titel) |